# Баттокьо, Кристиан
Кри́стиан Дамиа́н Батто́кьо (итал. Cristian Damián Battocchio; родился 10 февраля 1992 года, Росарио, Италия) — итальянский футболист аргентинского происхождения, полузащитник клуба «Секция Нес-Циона».

## Клубная карьера

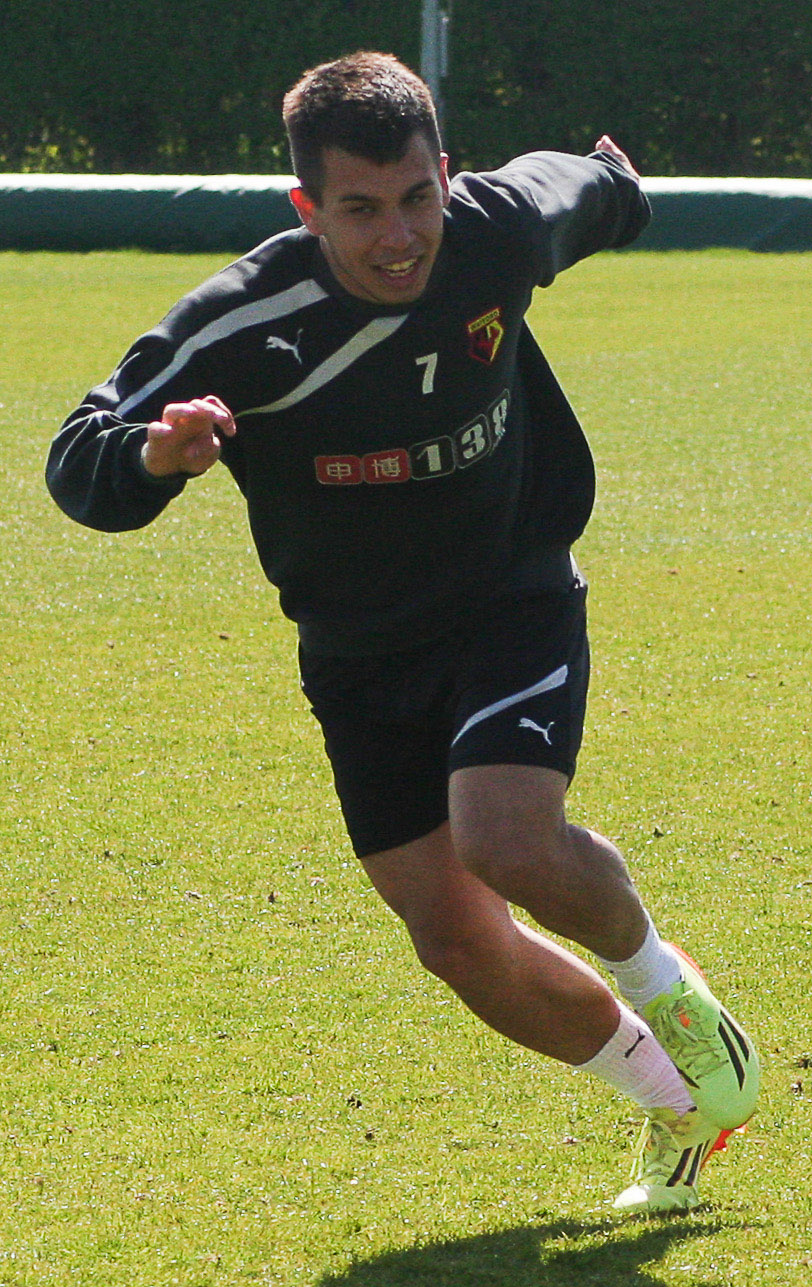
Баттокьо в составе «Уотфорда»

Баттокьо — воспитанник клубов «Ньюэллс Олд Бойз» и «Удинезе». 27 февраля в матче против «Палермо» он дебютировал в итальянской Серии A в составе последнего. В 2012 году Кристиан для получения игровой практики на правах аренды перешёл в английский «Уотфорд». 1 сентября в матче против «Дерби Каунти» он дебютировал в Чемпионшипе. 19 января 2013 года в поединке против «Хаддерсфилд Таун» Баттокьо забил свой первый гол за «Уотфорд».
Летом того же года «Уотфорд» выкупил трансфер Баттокьо. Летом 2014 года Кристиан был отдан в аренду в «Виртус Энтелла». 30 августа в матче против «Бари» он дебютировал в Серии B. По окончании аренды Баттокьо вернулся в Уотфорд.
Летом 2015 года Кристиан перешёл во французский «Брест». 21 августа в матче против «Аяччо» он дебютировал в Лиге 2. 14 сентября в поединке против «Ланса» Баттокьо забил свой первый гол за «Брест». Летом 2017 года Кристиан перешёл в израильский «Маккаби» из Тель-Авива. 20 августа в матче против «Бейтара» он дебютировал в чемпионате Израиля. 15 января 2018 года в поединке против «Маккаби» из Хайфы Баттокьо забил свой первый гол за команду.

## Международная карьера
В 2015 году в составе молодёжной сборной Италии Баттокьо принял участие в молодёжном чемпионате Европы в Чехии. На турнире он сыграл в матчах против Швеции и Португалии.